# سیدار گروو (فلوریدا)
سیدار گروو (به انگلیسی: Cedar Grove) یک منطقهٔ مسکونی در ایالات متحده آمریکا است که در شهرستان بی، فلوریدا واقع شده‌است. سیدار گروو ۷٫۰ کیلومتر مربع مساحت و ۳٬۳۹۷ نفر جمعیت دارد و ۱۰ متر بالاتر از سطح دریا واقع شده‌است.